# جمال بومن
جمال آنتونی بومن (زاده ۱ آوریل ۱۹۷۶) یک سیاستمدار و مربی آمریکایی است که از سال ۲۰۲۱ به عنوان نماینده ایالات متحده برای حوزه انتخابیه شانزدهم نیویورک  خدمت می‌کند. این ناحیه نیمه جنوبی شهرستان وستچستر، از جمله کوه ورنون، نیو روشل، و شهر بومن، یونکرز، و همچنین بخش کوچکی از برانکس را پوشش می‌دهد.
بومن در منهتن، یکی از بخش‌های شهر نیویورک به دنیا آمد. او در طول هفته با مادربزرگش در ایست ریور هاز در شرق هارلم و با مادر و خواهرانش در یورک‌ویل در قسمت آپر ایست ساید در آخر هفته زندگی می‌کرد. مادربزرگش زمانی که او هشت ساله بود درگذشت و پس از آن او به‌طور تمام وقت در آپر ایست ساید زندگی کرد. در سن ۱۶ سالگی، او با خانواده اش به سیرویل، نیوجرسی نقل مکان کرد.